# وردزورث دونيسثورب
وردزورث دونيسثورب (24 مارس 1847 - 30 يناير 1914) محامي إنجليزي ومخترع ورائدًا في التصوير السينمائي وعشاق الشطرنج.